# Proskýnesis

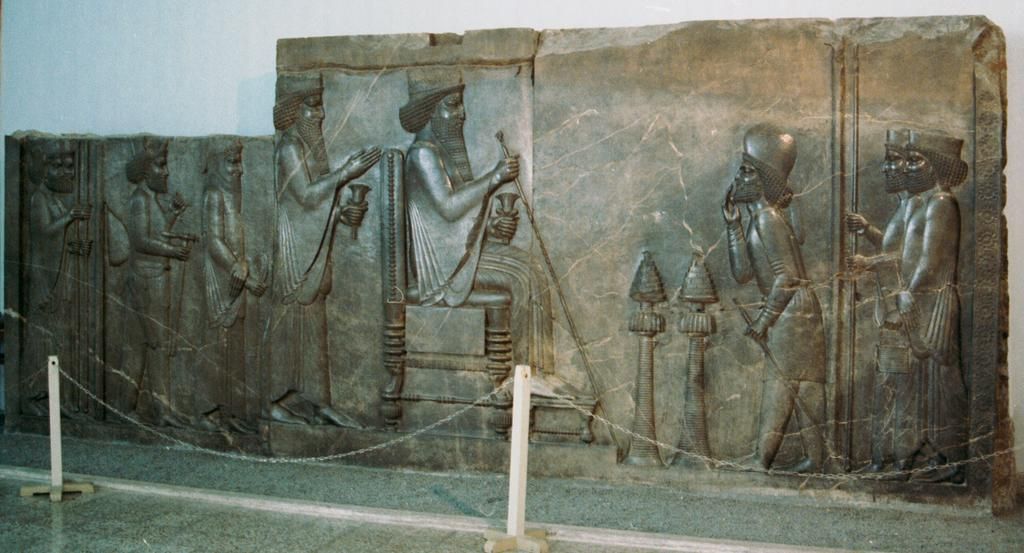
Sovrano persiano (al centro, in trono) e un suddito del Gran Re mentre effettua la proskýnesis (a destra). Secondo un'altra lettura si tratterebbe invece di un'udienza concessa a un alleato che, in quanto tale, non è tenuto a genuflettersi.

La proskýnesis (greco προσκύνησις proskýnēsis, da προσκυνέω proskynèō, ovvero “portar la mano alla bocca inviando riverente bacio”), termine anche italianizzato con le assai poco comuni espressioni di proscinèsi o proscinèma, era l'atto tradizionale assiro, e poi persiano, di riverenza al cospetto di una persona di rango sociale più elevato, e consisteva nel portare «una mano, usualmente la destra, alle labbra e [baciare] la punta delle proprie dita, forse soffiando il bacio» verso la persona oggetto di riverenza, «sebbene quest'ultimo particolare sia noto per certo solamente nella società romana».
Secondo altri studiosi, invece, al di là dell'etimologia originale di προσκυνεῖv, indubbiamente connessa con il gesto di inviare il bacio con la mano, nella letteratura della Grecia classica tale verbo fu in effetti usato unicamente per significare il gesto della genuflessione, ciò che determinerebbe l'identificazione sostanziale tra proskýnesis e prosternazione.

## Le origini
Già Erodoto si era a suo tempo dilungato sull'usanza persiana, con queste parole:  «Quando i Persiani si trovano per la strada, si può capire, nel modo che segue, se le persone che si incontrano sono dello stesso livello sociale. Se sono pari, si baciano sulla bocca senza pronunciare una sola parola di saluto; se uno è leggermente inferiore all'altro, egli è il solo a baciare l'altro sulla guancia; se invece è di gran lunga inferiore, si inchina e tributa la proskýnesis al suo superiore». Come si vede, secondo Lane Fox, originariamente la proscinèsi non prevedeva alcuna forma di prosternazione nei confronti del superiore, foss'anche il Gran Re in persona, ma solo, probabilmente, forme incrementali di inchino, proporzionali alla distanza sociale intercorrente tra i due soggetti. Essa insomma poteva essere eseguita, a seconda dei casi, con il corpo eretto, chinato o prosternato.
Dall'Oriente la proskýnesis passò alla società greca antica che le dette appunto questo nome, ma rimase limitata al culto degli dei: agli occhi dei Greci, procedere alla proskýnesis nei confronti di un mortale, appariva una pratica totalmente barbarica e vergognosa, e comunque contraria all'idea greca di libertà. «Si sa che gli ambasciatori greci alla corte persiana assunsero in più occasioni un atteggiamento … provocatorio; uno [preferì] spedire una lettera al sovrano piuttosto che tributargli la proskynesis, un altro [lasciò] cadere l'anello con il suo sigillo, in modo da potersi chinare a raccoglierlo e apparire rispettoso grazie a questo movimento, benché in esso andasse perso il vero gesto del bacio… Ciò nonostante, Greci come Temistocle e Alcibiade [furono] abbastanza ragionevoli per comportarsi come i Persiani quando si trovavano in Persia».

## Laproskýnesisnell'impero di Alessandro Magno
Alessandro Magno si trovò di fronte al problema della proskýnesis, nella sua azione di assimilazione e di integrazione della cultura greca con quelle orientali: essa gli veniva senz'altro tributata dai suoi nuovi sudditi orientali e, se essi «vedevano i Macedoni salutare il re senza prima rendergli omaggio, potevano cominciare a dubitare che egli fosse un vero re; questa credenza sarebbe cominciata dai servi, ma si sarebbe rapidamente diffusa ovunque». Alessandro ritenne quindi di effettuare un tentativo per estenderne l'uso anche ai suoi sudditi greci, cogliendo l'occasione di un banchetto, forse organizzato allo scopo dal fido Efestione, verso il 327 a.C., prima di intraprendere la spedizione in India. Secondo il racconto di Arriano, riportato da Lane Fox, al termine del banchetto, in accordo con l'uso greco, tutti gli ospiti bevvero, uno alla volta, dalla stessa coppa d'oro colma di vino, e poi gli ospiti orientali «resero ad Alessandro la proskynesis, baciando la propria mano e forse inchinandosi leggermente come i funzionari persiani … Dopo questo gesto, si accostarono alla tavola reale e scambiarono un bacio con Alessandro … Questa piccola e modesta cerimonia fece il giro di tutti gli ospiti, ciascuno bevve, baciò la propria mano e in cambio fu baciato dal re… », finché si arrivò a Callistene, storico ufficiale della spedizione e pronipote di Aristotele. Questi, benché di solito tutt'altro che alieno dal servilismo, «bevve dalla coppa, ma ignorò la proskynesis e mosse dritto verso Alessandro, aspettandosi di ricevere da lui il giusto bacio. Ma … poiché Callistene non si era conformato al comportamento degli altri, Alessandro rifiutò di baciarlo». Sempre secondo Arriano, Callistene replicò coraggiosamente: «Molto bene, me ne vado più povero di un bacio».
Viste le resistenze, non pare che Alessandro riuscisse a imporre il cerimoniale della  proskýnesis  ai suoi sudditi occidentali.

## Laproskýnesisnell'impero bizantino

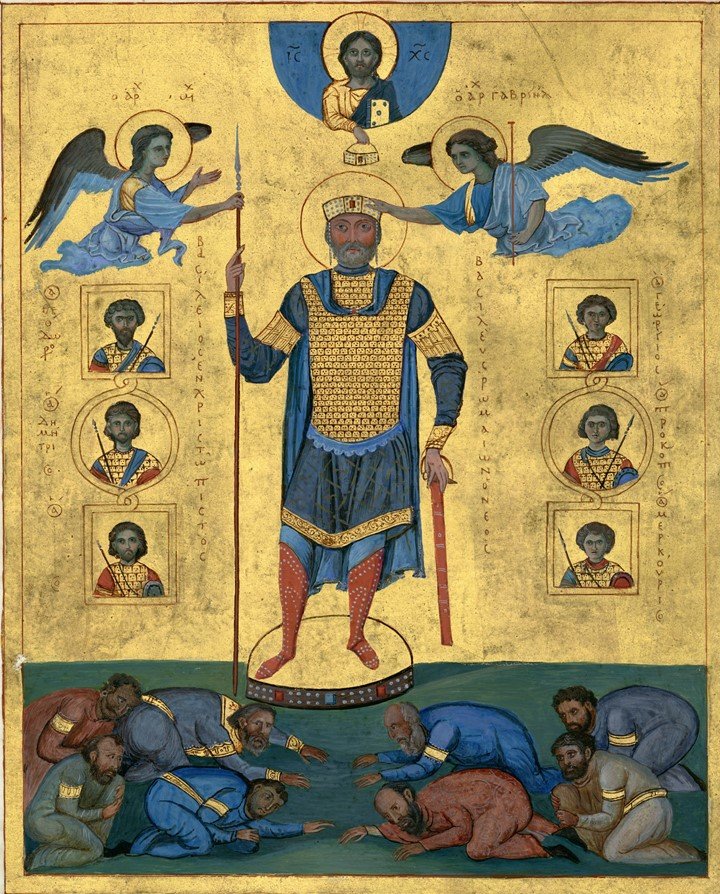
L'imperatore bizantino Basilio II il Bulgaroctono incoronato dagli angeli mandati da Dio e adorato con la proskýnesis dai suoi sudditi.

La prosternazione di fronte all'imperatore bizantino o all'imperatrice bizantina era un obbligo cerimoniale, cui erano tenuti quanti erano ufficialmente ammessi alla presenza del Basileus o della Basilissa.
L'atto - che non mancò di destare scandalo nel corso dell'età delle Crociate in alcuni cavalieri provenienti dai reami occidentali latini - non mirava a venerare la persona del sovrano in quanto tale, bensì la suprema carica che egli in quel momento ricopriva e interpretava.

## Il bacio della pantofola
Il bacio della pantofola (noto anche come della sacra pantofola o della divina pantofola) era un rito (oggi non più in uso) che sanciva la sottomissione e l'obbedienza al pontefice cattolico di sovrani, nobili e clero.